# Iford
Iford is een civil parish in het bestuurlijke gebied Lewes, in het Engelse graafschap East Sussex met 209 inwoners.

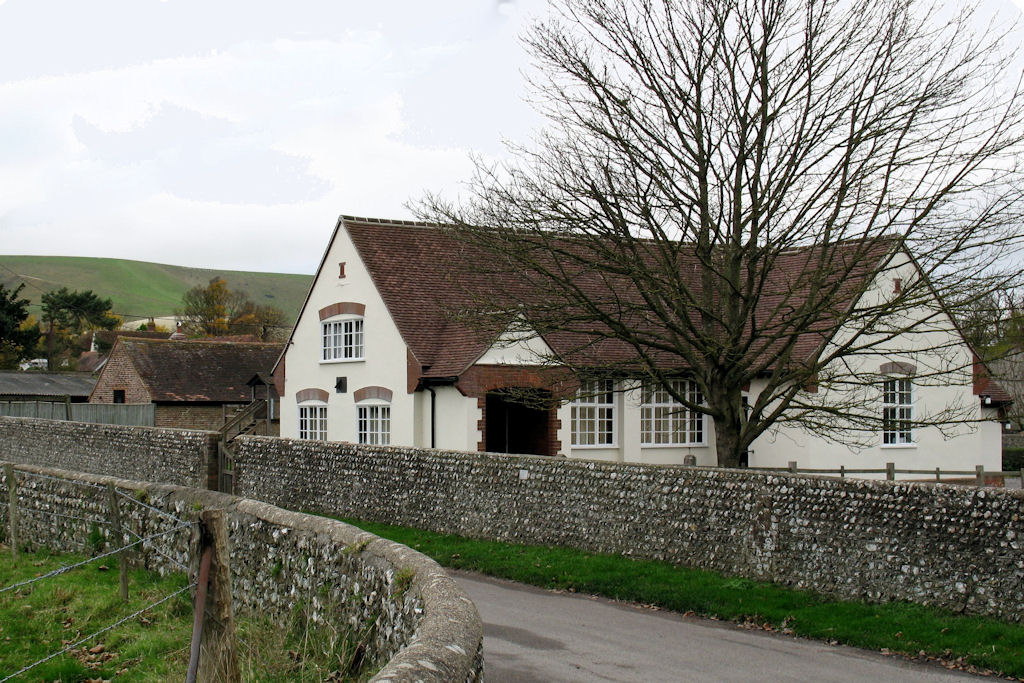
Village Hall